# Rodrigo dos Santos
Rodrigo Prujansky dos Santos (Rio de Janeiro, 18 de setembro de 1981) é um jogador de pólo aquático brasileiro. Apelidado de Shalom, competiu em dois Jogos Pan-Americanos consecutivos pela seleção masculina de pólo aquático, a partir de 2003. Recebeu, ao lado dos colegas da seleção, duas medalhas de prata no evento.

## Biografia
Assim como a maioria dos jogadores de pólo aquático, Rodrigo começou a carreira como nadador. A mudança veio aos 11 anos de idade, após um desentendimento com sua treinadora de natação. Ele era membro do Guanabara, clube que defendeu até o ano 2000, quando foi para o Fluminense, onde atuou como professor de pólo aquático infantil.
Filho de um ex-jogador de futebol do Botafogo, Rodrigo é professor de jiu-jitsu em sua própria academia no bairro do Botafogo. O apelido vem da opção religiosa do jogador, o judaísmo. "Quando eu ia à sinagoga, o pessoal do time brincava, dizendo que eu estava fugindo do treino", declarou.

### Pan-Americanos 2007
Em 2004, Rodrigo pediu dispensa da seleção porque seu filho Enzo havia acabado de nascer e ele quis acompanhar de perto os primeiros anos da vida dele. Parou de treinar e perdeu a forma física. No entanto, no final de 2006, ao ver a movimentação em torno dos Jogos Pan-Americanos do Rio de Janeiro, percebeu que queria participar da experiência única de competir em casa. Retomou os treinos e resolveu que iria tentar reconquistar seu espaço na seleção. O trecho do livro Transformando Suor em Ouro (escrito pelo técnico da Seleção Brasileira de Voleibol Masculino, Bernardo Rocha de Rezende) que relata a volta por cima de Giovane Gávio lhe serviu de incentivo.
Durante um mês, Shalom treinou sozinho em dois períodos, fez musculação e perdeu 15 kg. Telefonou para o técnico da seleção, Bárbaro Diaz, e lhe pediu uma nova chance. Diaz lhe disse que iria permitir que ele treinasse com o grupo em igualdade de condições para que o treinador pudesse avaliar se ele estava apto a uma vaga na seleção. Em junho de 2007, o treinador divulgou uma lista preliminar para o Pan, da qual não constava o nome de Rodrigo. Mas, após voltar de uma viagem de intercâmbio para a Europa, ele havia conquistado a vaga.
Em sua segunda participação nos Jogos Pan-Americanos, Rodrigo ajudou a Seleção Brasileira de Pólo Aquático Masculino a conquistar sua segunda medalha de prata. Na final, realizada no Parque Aquático Júlio Delamare, no Complexo Esportivo do Maracanã, o Brasil perdeu novamente para a seleção norte-americana, repetindo a medalha conquistada em 2003, nos Jogos Pan-Americanos de Santo Domingo.